# مريم فلين
مريم فلين (بالإنجليزية: Miriam Flynn)‏ هي ممثلة أمريكية، ولدت في 18 يونيو 1951 بكليفلاند في الولايات المتحدة. بدأت مشوارها المهني سنة 1975.

## أعمال

### أفلام
- (1995) بيبي[3]
- (1997) عطلة فيغاس[4][5]
- (2000) حياة الإمبراطور الجديدة[6][7][8]
- (2001) التطور

### مسلسلات
- آلي مكبيل
- بن 10
- تشريح غراي
- ذا ميدل
- ربات بيوت يائسات
- زيك ولوثر[9]
- فضيحة[10]

## وصلات خارجية
- مريم فلين على موقع IMDb (الإنجليزية)
- مريم فلين على موقع ألو سيني (الفرنسية)
- مريم فلين على موقع أول موفي (الإنجليزية)
- مريم فلين على موقع قاعدة بيانات الأفلام السويدية (السويدية)
- مريم فلين على موقع إن إن دي بي (الإنجليزية)
- مريم فلين على موقع قاعدة بيانات الفيلم (الإنجليزية)
- مريم فلين على موقع كينوبويسك (الروسية)